# ワレワレハワラワレタイ ウケたら、うれしい。それだけや。
『ワレワレハワラワレタイ ウケたら、うれしい。それだけや。』は、2012年に100周年を迎えた吉本興業が、次の100年へと受け継ぐべく想いを込め、5年の歳月をかけて制作した映画。

## 概要
制作期間5年、250時間を超えるロングインタビュー形式で撮影を行なった。

## スタッフ・キャスト
監督・インタビュアー
木村祐一
出演芸人（五十音順）
明石家さんま/アジアン/あべこうじ&井上マー/雨上がり決死隊/石田靖/板尾創路/今いくよ・くるよ/今田耕司/インパルス/ウーマンラッシュアワー/内場勝則&末成由美/エド・はるみ/大木こだまひびき/オール阪神・巨人/おかけんた・ゆうた/オリエンタルラジオ/COWCOW/桂小枝/桂三度/桂文枝/桂文珍/加藤浩次（極楽とんぼ）/ガレッジセール/木村祐一/麒麟/キングコング/くまだまさし&佐久間一行/桑原和男&池乃めだか/ケンドーコバヤシ/ココリコ/小籔千豊/ザ・ぼんち/坂田利夫/サバンナ/しずる/シソンヌ/次長課長/品川庄司/ジャルジャル/ジャングルポケット/シャンプーハット/笑福亭松之助/笑福亭仁鶴/シルク/陣内智則/スリムクラブ/ダイノジ/大平サブロー/ダウンタウン/タカアンドトシ/楽しんご/Wヤング/たむらけんじ/千鳥/千原兄弟/チュートリアル/月亭方正/月亭八光/月亭八方/辻本茂雄&島田珠代/椿鬼奴/ティーアップ/天竺鼠/テンダラー/東京ダイナマイト/トータルテンボス/トミーズ/友近/ナインティナイン/中川家/なるみ/南海キャンディーズ/西川きよし/西川のりお・上方よしお/NON STYLE/ハイヒール/博多華丸・大吉/間寛平/バッファロー吾郎/ハリセンボン/パンクブーブー/パンサー/はんにゃ/ピース/東野幸治/藤井隆/FUJIWARA/フットボールアワー/ブラックマヨネーズ/平成ノブシコブシ/ペナルティ/星田英利/ほんこん/宮川大輔/宮川大助・花子/森三中/モンスターエンジン/矢野・兵動/山口智充/ライセンス/レイザーラモン/ロザン/ロバート/ロンドンブーツ1号2号/渡辺直美/笑い飯
製作・配給
吉本興業

## トークショー
- 細川貂々・ツレ夫妻（『ツレがうつになりまして。』作者、特別ゲストとして出演）
- オール巨人・阪神